# Herman Ramström
Herman Robert Ramström, född 22 april 1868 i Gudmundrå socken, död 6 december 1949 i Härnösand, var en svensk affärsman.
Herman Ramström var son till sjökaptenen Johan Fredrik Ramström. Efter skolgång vid Härnösands läroverk och Sundsvalls handelsinstitut hade han anställningar vid sågverks-, ångbåts- och advokatkontor i Härnösand och Sollefteå samt inträdde i faderns kommissionärsfirma i Härnösand 1889. Han övertog den i kompanjonskap med en annan intressent, Fr. Lindquist, 1895, och blev, då den 1922 ombildades till AB Fr. Ramström VD i bolaget, en post han innehade till 1945. Rörelsen utvidgades med grosshandel i industriförnödenheter och lastbilsfabrik. Ramström intog en framskjuten ställning inom Härnösands näringsliv. Han var under ett flertal år styrelseledamot och VD i Härnösand-Sollefteå ångbåts AB och i Härnösandspostens tryckeri AB och var styrelseledamot i järnvarufirman AB Wilh. Blomberg samt Hernö bryggeri AB med flera bolag. Han var vidare ledamot av styrelsen för Navigationsskolan i Härnösand 1910–1913 och 1924–1939 (varav 1937–1939 som ordförande) samt medlem av handels- och sjöfartsnämnden. Ramström var tysk konsul från 1923 och finsk vicekonsul 1927–1947.